# Межтугол
Межтугол — река в России, протекает по Онгудайскому и Усть-Коксинскому районам Республики Алтай. Устье реки находится в 22 км от устья реки Малый Яломан по левому берегу. Длина реки составляет 9 км. Высота устья — 1327 м над уровнем моря.

## Данные водного реестра
По данным государственного водного реестра России относится к Верхнеобскому бассейновому округу, водохозяйственный участок реки — Катунь, речной подбассейн реки — Бия и Катунь. Речной бассейн реки — (Верхняя) Обь до впадения Иртыша.